# درغاهلوي برزند
درغاهلوي برزند (بالإنجليزية: Darreh Gahlui-ye Barzand)‏ هي منطقة سكنية تقع في قسم بائين برزند الريفي في إيران. يقدر عدد سكانها بـ 48 نسمة .